# Azteca alpha
Azteca alpha este o specie dispărută de furnică din subfamilia Dolichoderinae cunoscută din  fosile din Miocen găsite pe Hispaniola. A. alpha este una dintre cele doar două specii din genul  Azteca care au fost descrise din fosile, ambele găsite în chihlimbar dominican. Este gazda unui nematod fosil și a fost conservat cu păduchi țestoși.